# Fedele Gentile
Fedele Gentile (* 28. Januar 1908 in Montenero di Bisaccia; † 16. Dezember 1993 in Rom) war ein italienischer Schauspieler.

## Leben
Nach seinem Schulabschluss besuchte Gentile das „Centro Sperimentale di danza e canto“, wo er in der Stimmlage Bariton abschloss. Einen ersten Kinoauftritt hatte er in einem der frühesten italienischen Tonfilme, L'uomo dall'artiglio, begann seine stetige Karriere aber 1938 als Neben- und Charakterdarsteller an dritter oder vierter männlichen Stelle der Besetzungslisten mit seltenen Ausflügen in umfangreichere Rollen wie der eines verwundeten und von einer Prostituierten geretteten Soldaten in Bengasi von Augusto Genina (1942). Im selben Jahr war er einer der Schauspieler, die im Kriegs-Dokumentarfilm Ninna nanna, papà sta in guerra von Amedeo Castellazzi zu sehen waren. Für zwei Kurzfilme von Nando Tamberlani stand er 1947 ebenso vor der Kamera wie für zahlreiche Genrefilme der Nachkriegszeit bis weit in die Blütezeit des italienischen Kommerzkinos der 1960er Jahre. Für einige der auf den internationalen Markt zielenden Abenteuer- und Actionproduktionen nahm er das Pseudonym Fidel Green, für andere Roland Gray an. Sein Schaffen umfasst annähernd 120 Rollen für Film und Fernsehen.
Gelegentlich war Gentile auch als Synchronsprecher aktiv, seltener für Radio, die Bühne oder das Fernsehen.

## Filmografie (Auswahl)
- 1931: L'uomo dall'artiglio
- 1938: Zwischen Leben und Tod (Luciano Serra pilota)
- 1939: Gefährliche Frauen (Io, du padre)
- 1939: Die Nacht der Vergeltung (Blutrache) (Rosa di sangue)
- 1942: Bengasi
- 1948: Sklaven des Lasters (Una lettera all'alba)
- 1949: Piraten von Capri (I pirati di Capri)
- 1950: Unerbittliche Liebe (Gli inesorabili)
- 1951: Vendetta, die Rache des Bruders (Il capitano nero)
- 1952: Romanze meiner Sehnsucht (Il romanzo della mia vita)
- 1953: Der Korsar des Königs (Capitan Fantasma)
- 1953: Das Schiff der verlorenen Frauen (La nave delle donne maledette)
- 1956: Die große Sünde (Suprema confessione)
- 1956: Die schwarzen Ritter von Bogoforte (Giovanni dalle bande nere)
- 1957: Clorinda, die Sarazenin (La Gerusalemme liberata)
- 1957: Himmel in Flammen (Il cielo brucia)
- 1958: Herodes – Blut über Jerusalem (Erode il grande)
- 1959: Judith – Das Schwert der Rache (Giuditta e Oloferne)
- 1959: Die Musketiere des Teufels (I cavalieri del diavolo)
- 1959: Der Sohn des roten Korsaren (La scimitarra del Saraceno)
- 1959: Theaterträume (Il mondo dei miracoli)
- 1960: Aufstand der Tscherkessen (I Cosacchi)
- 1960: Franziskus und Klara (La tragica notte di Assisi)
- 1960: Die Frau der Pharaonen (La donna dei faraoni)
- 1960: Die Furchtlosen von Parma (La strada dei giganti)
- 1960: Die Rache des Herkules (La vendetta di Ercole)
- 1960: Die Rache des roten Ritters (Il cavaliere dai cento volti)
- 1960: Unschuld im Kreuzverhör (Il rossetto)
- 1960: Waffen für San Salvador (Gli avventurieri dei tropici)
- 1961: Herkules, der Held von Karthago (La vendetta di Ursus)
- 1961: Konstantin der Große (Costantino il grande)
- 1962: Julius Cäsar, der Tyrann von Rom (Giulio Cesare, il conquistatore delle Gallie)
- 1963: Brenno, der Herr des Schreckens (Brenno il nemico di Roma)
- 1963: D'Artagnan und die drei Musketiere (D'Artagnan contro i tre moschettieri)
- 1963: Der eiserne Capitano (Il capitano di ferro)
- 1963: Höllenhunde des Dschingis Khan (Maciste contro i Mongoli)
- 1964: Der Aufstand der Prätorianer (La rivolta dei pretoriani)
- 1964: Die Giganten von Rom (I giganti di Roma)
- 1964: Der Größte der Gladiatoren (Il magnifico gladiatore)
- 1964: Soraya, Sklavin des Orients (Anthar l'invincibile)
- 1965: Die Rückkehr des Gefürchteten (Erik il Vichingo)
- 1967: Chamaco (Killer Kid)
- 1968: Giorni di sangue
- 1968: Lucrezia Borgia – Die Tochter des Papstes (Lucrezia)
- 1968: Mister zehn Prozent – Miezen und Moneten (Sigpress contro Scotland Yard)
- 1968: Il pistolero segnato da Dio
- 1968: Pilluks nimmt Maß (Giurò… e li uccise ad uno ad uno (Piluk il timido))
- 1968: Prega Dio… e scavati la fossa!
- 1969: Django – Gott vergib seinem Colt (Dio perdona la mia pistola)
- 1971: Un uomo chiamato Dakota
- 1971: Weihwasser Joe (Acquasanta Joe)
- 1971: Zeig mir das Spielzeug des Todes (Il giorno del giudizio)
- 1973: Quando i califfi avvevano le corna